# Eliminatórias da Copa do Mundo FIFA de 1934
A Copa do Mundo de 1934 foi a primeira na qual os países precisaram disputar as Eliminatórias. Trinta e duas seleções disputaram as 16 vagas disponíveis para o Mundial, inclusive a anfitriã Itália, fato único na história das Copas.
Nessa época havia apenas uma confederação continental, a CONMEBOL. Por isso as Eliminatórias nessa época não eram divididas em confederações. Além disso, a única norma estabelecida para as Eliminatórias na época era de que vitória valeria 2 pontos, empate 1 ponto e derrota 0. Em relação a critérios de desempate, este era determinado em cada caso. Normas gerais para critérios de desempate só entrariam em vigor nas Eliminatórias para 1982. 
Inicialmente, os Estados Unidos não haviam se inscrito, mas durante as Eliminatórias se inscreveram. Por isso, o confronto entre Estados Unidos e México aconteceu há poucos dias do início do torneio, já  na Itália. 
O Uruguai, classificado automaticamente por ser o último campeão (1930), resolveu abdicar do seu direito, boicotando o Mundial da Itália, devido à suposta falta de interesse dos países europeus em disputar a Copa no Uruguai, em que alegaram grande desgaste em função da viagem de navio até Montevidéu. Apenas quatro seleções europeias aceitaram disputar a Copa de 1930.
Além do Uruguai, foi sentida a ausência da Inglaterra. Os inventores do futebol não reconheciam a Copa do Mundo como um torneio de importância significativa, e empenhavam-se em organizar um Campeonato Europeu de Seleções.

## Equipes Classificadas
As seguintes equipes obtiveram a classificação:

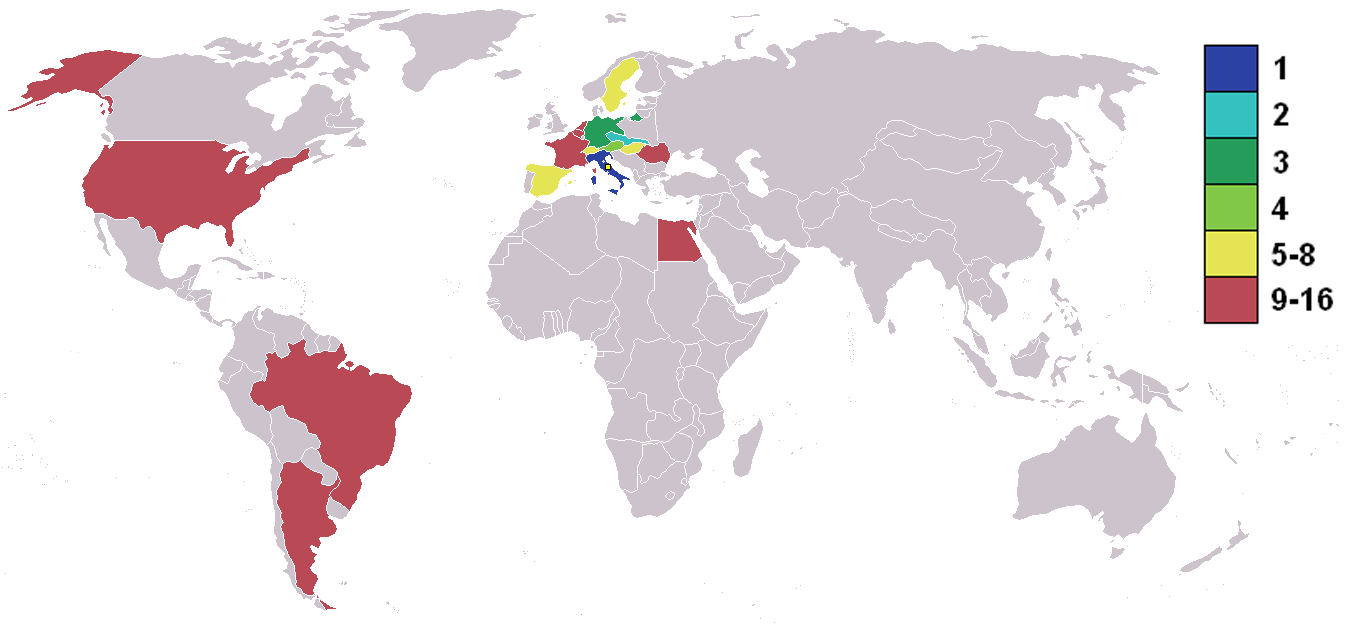
Mapa que mostra os países classificados para a Copa do Mundo de 1934.

| Continente (região)                         | Seleção                     | Classificada como       | Data em que a classificaçao foi assegurada | Aparições em Copas do Mundo | Aparições consecutivas | Última aparição | Melhor resultado anterior |
| ------------------------------------------- | --------------------------- | ----------------------- | ------------------------------------------ | --------------------------- | ---------------------- | --------------- | ------------------------- |
| Europa (12 vagas)                           | Suécia                      | Vencedor do Grupo 1     | 29 de junho de 1933                        | 1ª                          | 1                      | -               | -                         |
| Europa (12 vagas)                           | Segunda República Espanhola | Vencedor do Grupo 2     | 18 de março de 1934                        | 1ª                          | 1                      | -               | -                         |
| Europa (12 vagas)                           | Itália                      | Vencedor do Grupo 3     | 25 de março de 1934                        | 1ª                          | 1                      | -               | -                         |
| Europa (12 vagas)                           | Hungria                     | Vencedor do Grupo 4     | 29 de abril de 1934                        | 1ª                          | 1                      | -               | -                         |
| Europa (12 vagas)                           | Áustria                     | 2º Colocado do Grupo 4  | 29 de abril de 1934                        | 1ª                          | 1                      | -               | -                         |
| Europa (12 vagas)                           | Tchecoslováquia             | Vencedor do Grupo 5     | 15 de outubro de 1933                      | 1ª                          | 1                      | -               | -                         |
| Europa (12 vagas)                           | Suíça                       | Vencedor do Grupo 6     | 29 de abril de 1934                        | 1ª                          | 1                      | -               | -                         |
| Europa (12 vagas)                           | Romênia                     | 2º Colocado do Grupo 6  | 29 de abril de 1934                        | 2ª                          | 2                      | 1930            | 1ª fase (1930)            |
| Europa (12 vagas)                           | Países Baixos               | Vencedor do Grupo 7     | 29 de abril de 1934                        | 1ª                          | 1                      | -               | -                         |
| Europa (12 vagas)                           | Bélgica                     | 2º Colocado do Grupo 7  | 29 de abril de 1934                        | 2ª                          | 2                      | 1930            | 1ª fase (1930)            |
| Europa (12 vagas)                           | Império Alemão              | Vencedor do Grupo 8     | 15 de abril de 1934                        | 1ª                          | 1                      | -               | -                         |
| Europa (12 vagas)                           | França                      | 2º Colocado do Grupo 8  | 15 de abril de 1934                        | 2ª                          | 2                      | 1930            | 1ª fase (1930)            |
| América do Sul (2 vagas)                    | Brasil                      | Vencedor do Grupo 9     | Desistência do Peru                        | 2ª                          | 2                      | 1930            | 1ª fase (1930)            |
| América do Sul (2 vagas)                    | Argentina                   | Vencedor do Grupo 10    | Desistência do Chile                       | 2ª                          | 2                      | 1930            | Vice-Campeão (1930)       |
| América do Norte, Central e Caribe (1 vaga) | Estados Unidos              | Vencedor da Fase Final  | 24 de maio de 1934                         | 2ª                          | 2                      | 1930            | Semifinalista (1930)      |
| Oriente Médio (1 vaga)                      | Egito                       | Vencedor do Grupo Único | 6 de abril de 1934                         | 1ª                          | 1                      | -               | -                         |

## Considerações sobre as Eliminatórias
A Copa do Mundo de 1934 foi a primeira em que os representantes do Mundial foram definidos após a realização das Eliminatórias. As regras foram simples. A Europa teve 12 das 16 vagas para o Mundial: seus 21 países foram distribuídos em 8 grupos definidos por critérios geográficos. A América do Sul teve direito a duas vagas diretas, mas com a desistência de Peru e Chile, Brasil e Argentina classificaram-se automaticamente. Os representantes de outras regiões, América do Norte, América Central (formaram o Grupo 11) e Oriente Médio (que formaram o Grupo 12) tiveram direito a duas vagas na fase final.
As 16 vagas para a Copa foram assim distribuídas:
- Europa: 21 seleções disputaram 12 vagas.
- América do Sul: Duas vagas. Peru e Chile desistiram.[3]
- América do Norte e América Central: Quatro seleções disputaram uma vaga.
- Oriente Médio: Duas seleções disputaram uma vaga. Turquia desistiu.

## Europa

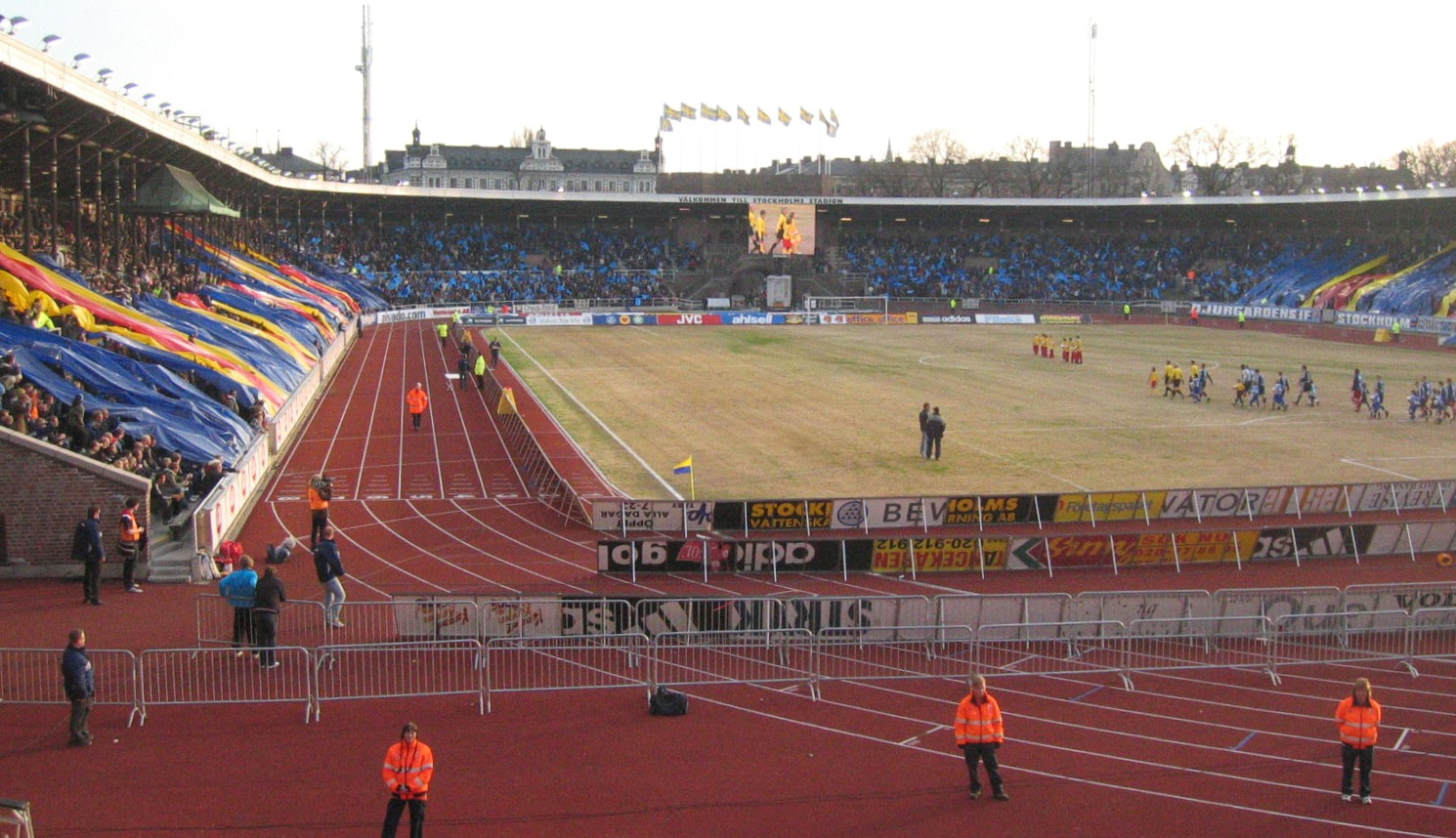
Estádio Olímpico de Estocolmo.

As vinte e uma seleções foram dividas em oito grupos, cada um com diferentes regras:
- Grupo 1: Três seleções no grupo, com uma vaga em disputa. Todos contra todos em turno único. Como a Suécia abriu uma vantagem inalcançável, o jogo entre Lituânia e Estônia foi cancelado.
- Grupo 2: Duas seleções no grupo, com uma vaga em disputa. Jogos de ida e volta.
- Grupos 3 e 5: Duas seleções no grupo, com uma vaga em disputa. Jogos de ida e volta, mas Grécia e Polônia desistiram do jogo de volta.
- Grupos 4, 6 e 7: Três seleções no grupo, com duas vagas em disputa. Todos contra todos em turno único.
- Grupo 8: Três seleções no grupo, com duas vagas em disputa. Todos contra todos em turno único, mas Luxemburgo foi eliminado antecipadamente.

### Grupo 1
| Posição | Seleção  | Pts | J | V | E | D | GP | GC | SG |
| ------- | -------- | --- | - | - | - | - | -- | -- | -- |
| 1       | Suécia   | 4   | 2 | 2 | 0 | 0 | 8  | 2  | 6  |
| 2       | Lituânia | 0   | 1 | 0 | 0 | 1 | 0  | 2  | -2 |
| 3       | Estónia  | 0   | 1 | 0 | 0 | 1 | 2  | 6  | -4 |

| 11 de junho de 1933 | Suécia                                                                            | 6–2 | Estónia              | Estocolmo, Estádio Olímpico de Estocolmo Árbitro: Reidar Randers-Johansen Público: 8123 |
|                     | Tipner (contra) 7' L. Bunke 10' Ericsson 13' 70' T. Bunke 43' Andersson 79' (pen) |     | Kaas 47' Kuremaa 61' |                                                                                         |

| 29 de junho de 1933 | Lituânia | 0–2 | Suécia          | Kaunas, Estádio Kariuomene Árbitro: August Silber Público: 6000 |
|                     |          |     | Hansson 55' 63' |                                                                 |

Classificada:  Suécia
- Estônia e Lituânia não foi realizado já que ambas as seleções já estavam eliminadas.[4]

### Grupo 2
| Posição | Seleção  | Pts | J | V | E | D | GP | GC | SG  |
| ------- | -------- | --- | - | - | - | - | -- | -- | --- |
| 1       | Espanha  | 4   | 2 | 2 | 0 | 0 | 11 | 1  | 10  |
| 2       | Portugal | 0   | 2 | 0 | 0 | 2 | 1  | 11 | -10 |

| 11 de março de 1934 | Espanha                                                                             | 9–0 | Portugal | Madrid, Estádio Chamartín Árbitro: Raphael Van Praag Público: 50000 |
|                     | González (contra) 3' Lángara 13' 14 (pen) 46' 71' 85' Regueiro 65' 70' Vantolrá 68' |     |          |                                                                     |

| 18 de março de 1934 | Portugal  | 1–2 | Espanha         | Lisboa, Estádio do Lumiar Árbitro: Raphael Van Praag Público: 35000 |
|                     | Silva 10' |     | Lángara 12' 25' |                                                                     |

Classificada:  Espanha

### Grupo 3
| Posição | Seleção | Pts | J | V | E | D | GP | GC | SG |
| ------- | ------- | --- | - | - | - | - | -- | -- | -- |
| 1       | Itália  | 2   | 1 | 1 | 0 | 0 | 4  | 0  | 4  |
| 2       | Grécia  | 0   | 1 | 0 | 0 | 1 | 0  | 4  | -4 |

| 25 de março de 1934 | Itália                                 | 4–0 | Grécia | Milão, Estádio San Siro Árbitro: René Mercet Público: 20000 |
|                     | Guarisi 40' Meazza 44' 71' Ferrari 69' |     |        |                                                             |

Classificada:  Itália

### Grupo 4
| Posição | Seleção  | Pts | J | V | E | D | GP | GC | SG  |
| ------- | -------- | --- | - | - | - | - | -- | -- | --- |
| 1       | Hungria  | 4   | 2 | 2 | 0 | 0 | 8  | 2  | 6   |
| 2       | Áustria  | 2   | 1 | 1 | 0 | 0 | 6  | 1  | 5   |
| 3       | Bulgária | 0   | 3 | 0 | 0 | 3 | 3  | 14 | -11 |

| 25 de março de 1934 | Bulgária      | 1–4 | Hungria                                                     | Sófia, Estádio A.S. 23 Árbitro: Denis Xifandu Público: 10000 |
|                     | Baikushev 27' |     | György Sárosi 29' Szabó 61' (pen) Géza Toldi 88' Markos 89' |                                                              |

| 25 de abril de 1934 | Áustria                                                 | 6–1 | Bulgária    | Viena, Praterstadion Árbitro: František Cejnar Público: 25000 |
|                     | Horvath 19' 22' 33' Zischek 59' Viertl 62' Sindelar 67' |     | Lozanov 66' |                                                               |

| 29 de abril de 1934 | Hungria                           | 4–1 | Bulgária    | Budapeste, Hungaria Korut Árbitro: Hans Frankenstein Público: 10000 |
|                     | Szabó 9' 58' József Solti 60' 73' |     | Todorov 61' |                                                                     |

Classificados:
- Hungria
- Áustria

### Grupo 5
| Posição | Seleção         | Pts | J | V | E | D | GP | GC | SG |
| ------- | --------------- | --- | - | - | - | - | -- | -- | -- |
| 1       | Tchecoslováquia | 4   | 2 | 2 | 0 | 0 | 4  | 1  | 3  |
| 2       | Polónia         | 0   | 2 | 0 | 0 | 2 | 1  | 4  | -3 |

| 15 de outubro de 1933 | Polónia           | 1–2 | Tchecoslováquia       | Varsóvia Árbitro: Público: 18000 |
|                       | Martyna 52' (pen) |     | Silný 37' Pelcher 78' |                                  |

Árbitro: Denis Xifando (Romênia)
| 15 de abril de 1934. | Tchecoslováquia | -–- | Polónia | Praga Árbitro: Público: |
|                      |                 |     |         |                         |

Classificada:  Tchecoslováquia (A Polônia desistiu do segundo jogo).

### Grupo 6
| Posição | Seleção    | Pts | J | V | E | D | GP | GC | SG |
| ------- | ---------- | --- | - | - | - | - | -- | -- | -- |
| 1       | Romênia    | 3   | 2 | 1 | 1 | 0 | 4  | 3  | 1  |
| 2       | Suíça      | 2   | 2 | 0 | 2 | 0 | 4  | 4  | 0  |
| 3       | Iugoslávia | 1   | 2 | 0 | 1 | 1 | 3  | 4  | -1 |

| 24 de setembro de 1933 | Iugoslávia                | 2–2 | Suíça                  | Belgrado, Stadion BSK Árbitro: Alois Beranek Público: 17000 |
|                        | Kragić 50' Marjanović 61' |     | Frigerio 76' Jäggi 80' |                                                             |

| 29 de outubro de 1933 | Suíça                                | 2–2 | Romênia                    | Berna, Estádio Wankdorf Árbitro: Hans Boekmann Público: 15000 |
|                       | Hochstrasser 75' Hufschmid 80' (pen) |     | Dobay 18' Gratian Sepi 65' |                                                               |

| 29 de abril de 1934 | Romênia                      | 2–1 | Iugoslávia | Bucareste, ONEF Stadium Árbitro: John Langenus Público: 20000 |
|                     | Schwartz 38' Dobay 80' (pen) |     | Kragić 71' |                                                               |

Classificadas:
- Suíça
- Romênia

### Grupo 7
| Posição | Seleção       | PG | Jogos | V | E | D | GP | GC | Saldo |
| ------- | ------------- | -- | ----- | - | - | - | -- | -- | ----- |
| 1       | Países Baixos | 4  | 2     | 2 | 0 | 0 | 9  | 6  | 3     |
| 2       | Bélgica       | 1  | 2     | 0 | 1 | 1 | 6  | 8  | -2    |
| 3       | Irlanda       | 1  | 2     | 0 | 1 | 1 | 6  | 9  | -3    |

| 25 de fevereiro de 1934 | Irlanda               | 4–4 | Bélgica                                                   | Dublin, Dalymount Park Árbitro: Thomas Crewe Público: 35000 |
|                         | Moore 27' 48' 59' 75' |     | Capelle 13' S. Van der Eynde 25' F. Van der Eynde 47' 62' |                                                             |

| 8 de abril de 1934 | Países Baixos                          | 5–2 | Irlanda               | Amsterdã, Olympischstadion Árbitro: Otto Ohlsson Público: 38000 |
|                    | Smit 41' 85' Bakhuys 67' 78' Vente 83' |     | Squires 44' Moore 57' |                                                                 |

| 29 de abril de 1934 | Bélgica                      | 2–4 | Países Baixos                      | Antuérpia, Bosuil Stadion Árbitro: Stanley Rous Público: 42000 |
|                     | Grimmonprez 51' Voorhoof 71' |     | Smit 60' Bakhuys 62' 84' Vente 64' |                                                                |

Classificados:
- Países Baixos
- Bélgica

### Grupo 8
| Posição | Seleção    | Pts | J | V | E | D | GP | GC | SG  |
| ------- | ---------- | --- | - | - | - | - | -- | -- | --- |
| 1       | Alemanha   | 2   | 1 | 1 | 0 | 0 | 9  | 1  | 8   |
| 2       | França     | 2   | 1 | 1 | 0 | 0 | 6  | 1  | 5   |
| 3       | Luxemburgo | 0   | 2 | 0 | 0 | 2 | 2  | 15 | -13 |

| 11 de março de 1934 | Luxemburgo | 1–9 | Alemanha                                                           | Luxemburgo, Estádio Municipal Árbitro: Jan de Wolf Público: 14500 |
|                     | Mengel 27' |     | Rasselnberg 3' 56' 90' Wigold 12' Albrecht 25' Hohmann 30' 51' 56' |                                                                   |

| 15 de abril de 1934 | Luxemburgo   | 1–6 | França                                              | Luxemburgo, Estádio Municipal Árbitro: Marc Turfkruyer Público: 18000 |
|                     | Speicher 46' |     | Aston 3' Nicolas 26' 67' 84' 89' (pen) Liberati 80' |                                                                       |

Classificadas:
- Alemanha
- França

## América do Sul

### Grupo 9
Brasil automaticamente classificado após a desistência do  Peru

### Grupo 10
Argentina automaticamente classificada após a desistência do  Chile.

## Américas do Norte, Central e Caribe
O Grupo formado pelas Américas do Norte, Central e pelo Caribe contou com quatro seleções, que jogaram em três Fases.

### Grupo 11

#### Primeira Fase
| Posição | Seleção | Pts | J | V | E | D | GP | GC | SG |
| ------- | ------- | --- | - | - | - | - | -- | -- | -- |
| 1       | Cuba    | 5   | 3 | 2 | 1 | 0 | 10 | 2  | 8  |
| 2       | Haiti   | 1   | 3 | 0 | 1 | 2 | 2  | 10 | -8 |

| 28 de janeiro de 1934 | Haiti                | 1–3 | Cuba                                        | Porto Príncipe, Parc Leconte Árbitro: John Williams Público: 6000 |
|                       | Saint-Fort 85' (pen) |     | López 20' (pen) H. Socorro 61' Martínez 64' |                                                                   |

| 1 de fevereiro de 1934 | Haiti                | 1–1 | Cuba      | Porto Príncipe, Parc Leconte Árbitro: John Williams Público: 6000 |
|                        | Saint-Fort 25' (pen) |     | López 85' |                                                                   |

| 4 de fevereiro de 1934 | Haiti | 0–6 | Cuba                                                            | Porto Príncipe, Parc Leconte Árbitro: John Williams Público: 5000 |
|                        |       |     | H. Socorro 1ºT López 1ºT 2ºT F. Socorro 1ºT Ferrer 2ºT Soto 2ºT |                                                                   |

 Cuba classificada para a Segunda Fase

#### Segunda Fase
| Posição | Seleção | Pts | J | V | E | D | GP | GC | SG |
| ------- | ------- | --- | - | - | - | - | -- | -- | -- |
| 1       | México  | 6   | 3 | 3 | 0 | 0 | 12 | 3  | 9  |
| 2       | Cuba    | 0   | 3 | 0 | 0 | 3 | 3  | 12 | -9 |

| 4 de março de 1934 | México            | 3–2 | Cuba          | Cidade do México, Parque Necaxa Árbitro: Edward Donaghy Público: 20000 |
|                    | Mejía 12' 14' 16' |     | López 40' 63' |                                                                        |

| 11 de março de 1934 | México                               | 5–0 | Cuba | Cidade do México, Parque Necaxa Árbitro: Edward Donaghy Público: 22000 |
|                     | Sota 24' Mejía 31' 40' 79' Rosas 72' |     |      |                                                                        |

| 18 de março de 1934 | México                                  | 4–1 | Cuba      | Cidade do México, Parque Necaxa Árbitro: Edward Donaghy Público: 10000 |
|                     | Alonso 32' 85' Ruvalcaba 41' Marcos 60' |     | López 15' |                                                                        |

 México classificado para a Fase Final.

#### Fase Final
| Posição | Seleção        | Pts | J | V | E | D | GP | GC | SG |
| ------- | -------------- | --- | - | - | - | - | -- | -- | -- |
| 1       | Estados Unidos | 2   | 1 | 1 | 0 | 0 | 4  | 2  | 2  |
| 2       | México         | 0   | 1 | 0 | 0 | 1 | 2  | 4  | -2 |

| 24 de maio de 1934 | Estados Unidos          | 4–2 | México               | Roma, Stadio Nazionale PNF Árbitro: Yossouf Mohammed Público: 10000 |
|                    | Donelli 28' 32' 74' 87' |     | Alonso 23' Mejía 75' |                                                                     |

Classificado:  Estados Unidos

## Oriente Médio
Apenas três seleções nesta região se inscreveram: Turquia, Egito e Mandado Britânico da Palestina. Porém, a Turquia desistiu de participar.. Assim, foi realizado um play-off entre as outras duas seleções, em dois jogos, e o melhor garantiu vaga na Copa.
Um fato em destaque: A seleção da Mandado Britânico da Palestina era formada por árabes e judeus, já que ainda era um país unificado na região da Terra Santa, pois Israel só seria criado em 1948 com a intervenção da ONU. Apenas jogadores judeus, por critérios técnicos, participaram das eliminatórias.

### Grupo 12
| Posição | Seleção                        | Pts | J | V | E | D | GP | GC | SG |
| ------- | ------------------------------ | --- | - | - | - | - | -- | -- | -- |
| 1       | Egito                          | 4   | 2 | 2 | 0 | 0 | 11 | 2  | 9  |
| 2       | Mandado Britânico da Palestina | 0   | 2 | 0 | 0 | 2 | 2  | 11 | -9 |

| 16 de março de 1934 | Egito            | 7–1 | Mandado Britânico da Palestina | Cairo, British Army Ground Árbitro: Stanley Wells Público: 13000 |
|                     | Rafai Taha Latif |     | Nudelmann                      |                                                                  |

| 6 de abril de 1934 | Mandado Britânico da Palestina | 1–4 | Egito             | Jerusalém, Tamarim Field Árbitro: Frederick John Goodsby Público: 10000 |
|                    | Suknik 70'                     |     | Rafai Latif Fawzy |                                                                         |

Classificado:  Egito